# アドリアン・ハスラー
アドリアン・ハスラー（ドイツ語: Adrian Hasler、1964年2月11日 - ）は、リヒテンシュタインの政治家。同国首相を2013年から2021年まで8年間務め、国家警察長官を兼務した。経済の専門家。

## 経歴

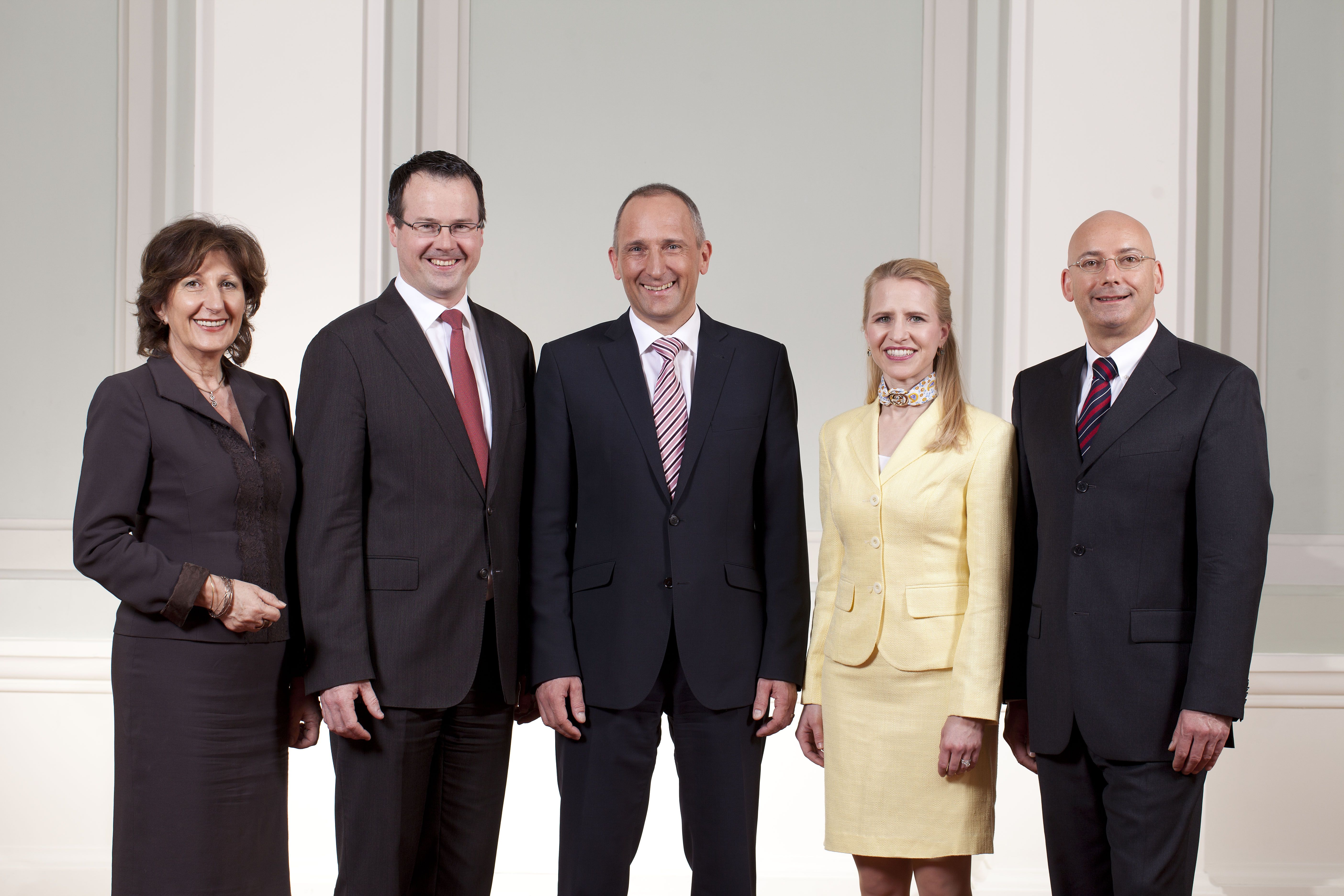
政権発足時のハスラーと閣僚たち（2013年3月27日）

リヒテンシュタインのギムナジウムを経て、ザンクトガレン大学で経営学を修めた。2001年、進歩市民党 (FBP) から国会議員に選出されたが、警察長官就任に際し2004年に辞職。同年4月1日に暫定長官を解任し、のち副長官も解任した。2012年に進歩市民党の首相候補に選ばれ、2013年の議員選挙で同党が勝利を収めたため首相に就任した。2017年3月30日に首相に再選、2021年3月25日に首相の座をダニエル・リッシュに譲り退任。
妻グドルンとの間にパスカルとルイスの2男がいる。